# Jan Rosický
Jan Rosický (17. prosince 1845 Humpolec – 2. dubna 1910 Omaha, Nebraska) byl českoamerický novinář a prozaik.

## Život
Jan Rosický se narodil 17. prosince 1845 do rodiny pekaře z Humpolce. Na místní evangelické škole byl jeho učitelem jeden z nejvýznamnějších českých pedagogů Jan Sluníčko. Gymnázium začal studovat v Pelhřimově, pokračoval pak na reálce v Praze, ale pro nedostatek financí studia nedokončil. V té době nastala krize v Humpolci tradičního soukenictví, a tak v patnácti letech, navíc po požáru rodného domu, odešel hledat existenci za oceán. Až do svých dvaceti let pracoval na farmě ve Wisconsinu, potom odešel do Milwaukee a odtud jeho cesta vedla do Chicaga.
Dva roky v mládí strávil v Londýně v Cheapside, kde pracoval pro krejčího. Bylo mu dvacet let, když se usadil v Castle Garden v New Yorku kde pracoval v krejčovském závodě. Když mu bylo třicet pět let, opustil krejčovský závod a odešel do Omahy, aby se pokusil o štěstí v jiné části světa. Podle Rosického být mužem bez půdy, pracovat jen za mzdu, znamenalo být otrokem po celý život. Proto v Nebrasce začal hospodařil se syny na třiceti jitrech půdy. Farmaření nebylo lehké, stalo se že pšenice v zemi zmrzla a pole musela být znovu přeorána a znovu oseta tentokráte kukuřicí. Hoši začli přeorávat pšeničná pole, aby je znovu oseli kukuřicí. Jiný rok zase všechno obilí v kraji bylo spečeno velkým teplem, "jako bys je byla pekla v peci".

## Činnost

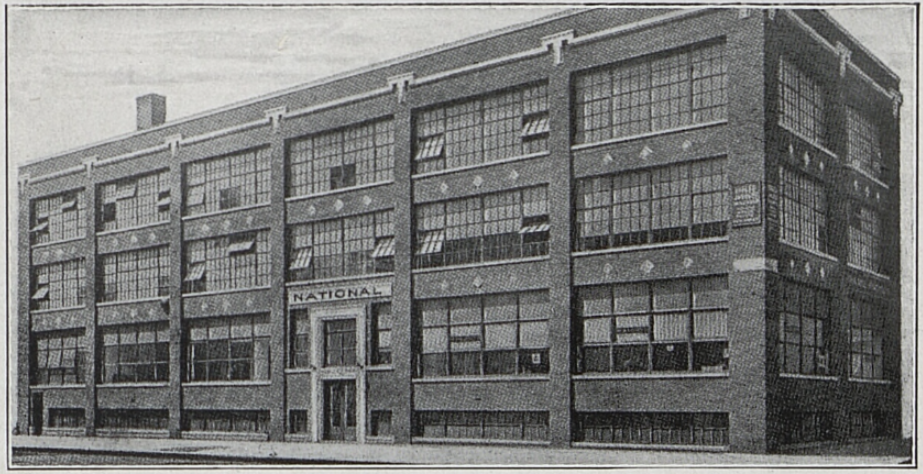
Sídlo České národní tiskárny, Omaha (cca 1920)

Česká menšina v Chicagu vedla bohatý spolkový život, do kterého se Jan aktivně zapojoval. Vstoupil do Sokola, Hlaholu i Slovanské lípy, hrál také krajanské divadlo. V té době začal přispívat i do krajanských časopisů a seznámil se s Josefem Václavem Sládkem, kterému asistoval při redigování jeho chicagských Národních novin. To byl první krok na cestě stát se významným čechoamerickým novinářem a vydavatelem. Po požáru Chicaga 1871, kdy znovu přišel o majetek, odešel do San Franciska a z Kalifornie pak do Omahy v Nebrasce, kde se oženil s o patnáct let mladší Mary a trvale usadil.

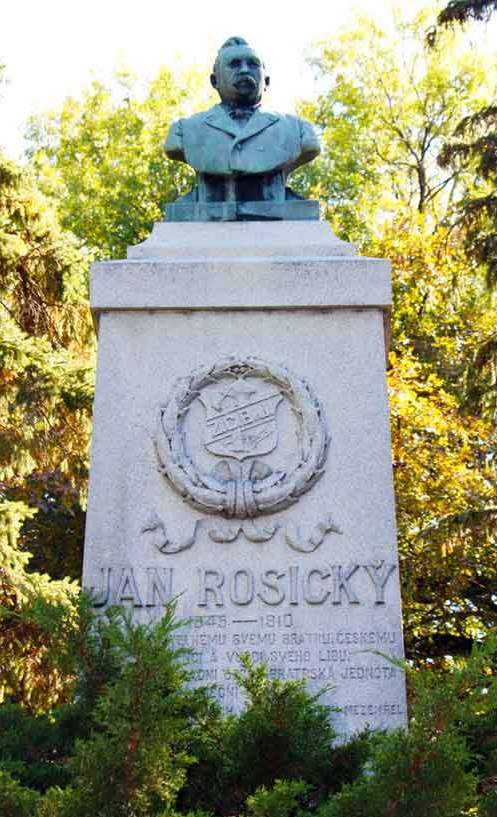
Pomník – Omaha, Nebraska

V Omaze zřídil Českou národní tiskárnu, ve které vydával řadu českých novin a časopisů. Byly to například Pokrok Západu, Kwěty americké nebo časopis Hospodář, který vycházel až do roku 2012. Tento podnik začal vydávat také světovou beletrii. Firma funguje pod názvem Automatic Printing Co. Omaha dodnes. Jako přední čechoamerický nakladatel byl v písemném kontaktu s Vojtou Náprstkem. Do Prahy mu posílal cenné přírůstky do jeho Krajanské knihovny, která je dodnes jedním z velmi zajímavých sbírkových fondů Náprstkova muzea.
Roku 1876 jeho přičiněním byl založen Č.S.P.S. (Česko-slovanský podporující spolek). Úvodní vklad dolar dvacet pět centů a měsíční poplatky ve výši padesáti centů zajišťovaly členům finanční podporu v případě nemoci, včetně vážných dětských onemocnění, úrazu, invalidity či smrti. Roku 1897 se kvůli rozporům (nesouhlasil s tím, že dvacetiletý má platit stejné úmrtní poplatky co šedesátiletý) stal Rosický jedním ze zakladatelů Západní Česko-Bratrské Jednoty (Z.Č.B.J.). 
V politice byl republikánem.
Jan Rosický zemřel 2. dubna 1910 a jeho ostatky byly uloženy na českém hřbitově v Omaze. Redakční práci po něm převzala jeho dcera Růžena Rosická.